# Deep Underground Neutrino Experiment

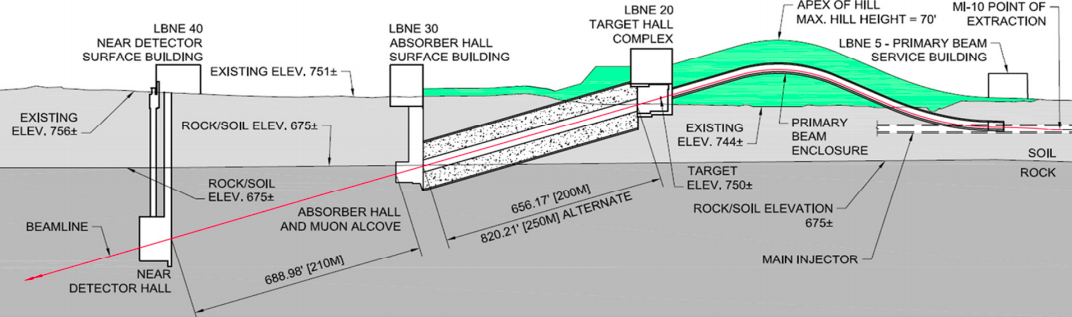
Seção longitudinal do experimento DUNE

Deep Underground Neutrino Experiment (DUNE) é um detector de neutrinos que se encontra em construção no Fermilab, um laboratório localizado em Batavia, nos Estados Unidos.

## Objetivo
Os objetivos científicos do experimento são:
1. fazer medidas precisas dos parâmetros envolvidos na oscilação dos neutrinos do múon e do elétron e de seus respectivos antineutrinos;
2. investigar a hipótese de que os prótons possam sofrer decaimento;
3. detectar e medir o fluxo de neutrinos produzidos por ocasião do colapso do núcleo de supernovas.

## Detectores
O experimento é constituído por um acelerador de partículas, responsável pela emissão dos neutrinos, e por dois detectores: um no Fermilab, próximo ao acelerador, e outro no Sanford Underground Research Facility, localizado numa antiga mina de ouro a 1 300 km de distância. O segundo detector consiste em um recipiente com 70 mil toneladas de argônio em estado líquido e 60 mil instrumentos X-Arapuca, responsáveis por detectar a luz emitida pela interação dos neutrinos com o argônio.